# Franz Dionys Reithofer
Franz von Paula Dionys Reithofer (* 2. April 1767 in Landshut; † 7. August 1819 in München) war ein deutscher Zisterzienser und Historiker.

## Leben
Reithofer entstammte einer Schuhmacher-Familie. Er absolvierte das Gymnasium an seinem Geburtsort und begann in Freising Theologie zu studieren Er trat jedoch schon 1788 in die freie Reichsabtei Kaisersheim (Kaisheim) des Zisterzienserordens in Schwaben ein, wo er am 25. November 1789 in den Orden aufgenommen wurde. Am 9. Oktober 1791 wurde er zum Priester geweiht. Er verwaltete im Zeitraum 1794–1797 die Pfarrei im Kloster, dann ein Jahr lang die Pfarrstelle im Dorf Leitheim und kam im September 1798 als Missionsprediger in die damalige evangelisch-lutherische Reichsstadt Eßlingen, wo sein Kloster ein Haus besaß. Nach der Säkularisation des Klosters 1803 lebte er bei seiner Familie in Landshut. Reithofer hatte sich neben seinen theologischen Aufgaben mit historischen Studien befasst. Da seine Schrift „Kleine Chronik von Landshut“ (1811) in seiner Heimatstadt zu Anfeindungen geführt hatte, zog er nach München um und von dort 1813 nach Wasserburg am Inn. Für seine Verdienste um die Wissenschaft hatte ihn die Universität Freiburg im Breisgau im 1815 den Doktortitel der Theologie verliehen. Er starb im Krankenhaus in München. Die Todesursache war eine Magenverhärtung.

## Werke (Auswahl)
- Gebeth-, Sitten- und Klugheitslehrbuch für junge reisende Künstler und wandernde Handwerksgesellen. Augsburg 1800 (Digitalisat).
- Die Kriegsereignisse in Landshut am 16. und 21 April 1809 als die ersten in diesem Kriegsjahr. Leipzig 1809 (Digitalisat).
- Kurgefaßte chronologische Geschichte der ehemaligen acht Klöster in Landshut in Baiern. Landshut 1810 (Digitalisat).
- Kleine Chronik der Königlich-Baierischen Haupt- und Universitäts-Stadt Landshut, von der Erbauung derselben an bis auf unsere Zeit, nämlich vom J. 1204 bis 1810. Landshut 1811 (Digitalisat).
- Geschichte und Beschreibung der Königlich-Baierischen Ludwig-Maximilians-Universität in Landshut. Landshut 1811 (Digitalisat).
- Kurzgefaßte Geschichte der königl. baierischen Stadt Wasserburg. Aus Urkunden und anderen guten Quellen verfaßt und nach Sachen- und Zeitfolge geordnet. Wasserburg 1814 (Digitalisat).
- Chronologische Geschichte der königl. baierischen Städte Landsberg und Weilheim, des Fleckens Ebersberg, und des Klosters Ramsau; aus größtenteils noch unbenützten Quellen. München 1815 (Digitalisat).
- Geschichte des ehemaligen Augustiner-Klosters Schönthal in Baiern; aus ungedruckten und unbenützten Quellen. München 1816 (Digitalisat).
- Chronologische Geschichte von Dachau in Baiern. München 1816 (Digitalisat).
- Kleine Chronik von Baiern unter der Regierung des Churfürsten Carl Theodor, nämlich von 1777 bis 1799 einschließlich. Ein nothwendiger Anhang zu L. v. Westenrieder's[1] und Dr. J. G. Fessmaier's[2], selbst auch zu Dr. J. Milbiller's[3] Geschichten von Baiern. 1816 (Digitalisat).
- Die letzten 31 Jahre von Kaisersheim. Ein Denkmal der Dankbarkeit, dieser ehemaligen berühmten Cistercienser-Reichs-Abtey. München 1817 (Digitalisat).
- Chronologische Geschichte des Marktes Haag in Bayern, mit noch einem Anhange; aus Original-Handschriften. 1818 (Digitalisat).
- Chronologische Geschichte der Stadt Aichach in Bayern. München 1818 (Digitalisat).
- Die Klostergeistlichen Baierns als öffentliche Lehrer, gegen die HHrn. v. Westenrieder, Müller und Zschokke, gerechtfertigt von Veit Arnpeck dem jüngeren. München und Landshut 1819 (Digitalisat).
- Chronologische Geschichte der baierischen Städte Dillingen, Lauingen und Rain; sammt Materialien zur Geschichte der ehemaligen Universität Dillingen, und Notizen von merkwürdigen gebürtigen Lauingern aus noch unbenützten handschriftlichen Quellen. Dillingen 1821 (Digitalisat).